# Duke Nukem Forever
Duke Nukem Forever – strzelanka pierwszoosobowa wyprodukowana przez Gearbox Software i wydana przez Take-Two Interactive 10 czerwca 2011 na platformy Microsoft Windows, Xbox 360 i PlayStation 3. Głównym bohaterem gry jest Duke Nukem walczący z najeźdźcami z kosmosu. Duke Nukem Forever pobił rekord jako najdłużej produkowana gra komputerowa w historii branży.

## Produkcja i marketing gry
Rozpoczęcie prac nad Duke Nukem Forever jako kontynuacją dla Duke Nukem 3D ogłoszono 28 kwietnia 1997 roku, równocześnie z ogłoszeniem zakupu licencji na wykorzystanie silnika id Tech 2 (wykorzystanego w Quake II). Zapowiedziano, że data premiery nastąpi nie później niż w połowie 1998 roku.
Prace nad grą były mocno ograniczone aż do grudnia 1997, kiedy to twórcy otrzymali silnik id Tech 2. Wprawdzie już w sierpniu i wrześniu ukazały się pierwsze zrzuty ekranu DNF, ale później przyznano, że były to tylko eksperymenty programistów z silnikiem Quake I, niezwiązane z faktycznym tworzeniem gry.
Wiele portali internetowych sugerowało bankructwo firmy oraz plotkę, że gra nie zostanie ukończona, jednak producent 3DRealms nie został zamknięty. Sytuacja ta wynikła z powodu procesu pomiędzy producentem a firmą Take-Two o prawa do ww. tytułu. Rozprawa ostatecznie zakończyła się ugodą za porozumieniem stron. 3 września 2010 roku podczas PAX EAST ogłoszono, że gra ma być dostępna w sprzedaży w 2011. W styczniu 2011 roku firma Gearbox Software ustaliła datę premiera gry – na dzień 3 maja 2011 roku, jednak termin został przesunięty na 10 czerwca 2011 roku (14 czerwca w Stanach Zjednoczonych).
Pierwsze DLC do gry zatytułowane zostało Hail to the Icons Parody Pack.

### Duke Nudem
W celu reklamowania gry Duke Nukem Forever została stworzona gra przeglądarkowa Duke Nudem, w której gracze mierzą się z dowolnie wybraną spośród czterech „koleżanek” Duke’a w strzelaniu do kosmitów, unikając postrzelenia ludzi. Jeżeli będzie się dokładniejszym od rywalki, wtedy ona zdejmuje z siebie element swojej garderoby. Można oddać tylko 2 strzały, które będą gorsze niż przeciwniczki. Trzeci strzał oznacza przegraną, która teoretycznie sprawia, że gracz staje się nagi, co oznacza koniec gry i utratę dotychczasowych osiągnięć. Jako nagrodę gracz otrzymuje tapety ze zdjęciami topless tych dziewczyn.